# Juninho (calciatore 1987)
Aílton José Pereira Júnior, meglio noto come Juninho (Guariba, 23 luglio 1987), è un ex calciatore brasiliano, di ruolo difensore.